# Chiesa di San Giacomo (Palermo)
La chiesa di San Giacomo la Marina è stata un edificio di culto situato nel centro storico di Palermo. Era ubicata in piazza San Giacomo la Marina, a metà strada tra la Vucciria ed il porticciolo della Cala.

## Storia
Sorta fuori le mura della città ove in epoca araba sorgeva una moschea. Adiacente alla chiesa di Santa Maria la Nova, formava con essa un unico aggregato edile. L'edificio convertito in luogo di culto cristiano è chiamato San Giacomo al Borgo, in seguito mutato in San Giacomo alla Marina. La costruzione è altresì documentata da Tommaso Fazello e Rocco Pirri.
- 1169, Antonino Mongitore retrodata le origini della costruzione con la scoperta di una scrittura di un contratto privato, un atto di donazione di una casa alla parrocchia effettuato da Guglielmo Santofogone, documento custodito negli archivi della cattedrale di Palermo.
- 1339, Prime documentazioni in epoca aragonese note fino al XVIII secolo.
- 1580, Fino a questa data sotto la giurisdizione parrocchiale del tempio ricadeva la chiesa di San Giovanni Battista a Castellammare e i luoghi di culto dell'area della Fortezza, i figli del viceré di Sicilia Ferrante I Gonzaga, Francesco Gonzaga e Gian Vincenzo Gonzaga, nati nel Castello a Mare, furono qui battezzati rispettivamente nel 1538 e nel 1540.[4]
- 1715, Minacce d'instabilità statica inducono a trasferire il fonte battesimale e il Santissimo Sacramento presso la vicina chiesa di San Sebastiano a «Porta Carbone».[5]
- 1723, I membri della Confraternita di San Sebastiano sostengono i costi per la ristrutturazione dell'edificio pericolante.[5]
- 1860, La chiesa è demolita in seguito ai danni causati dai bombardamenti borbonici avvenuti durante i moti palermitani della Rivolta della Gancia e dell'Insurrezione di Palermo. Una finestra di essa si conserva nel primo cortile del Museo Archeologico Regionale «Antonio Salinas».

## Architettura
L'edificio presentava l'aula ripartita in tre navate, divisa da otto pilastri, in seguito riportati alle originarie colonne che sostenevano dieci archi, su progetto in stile gotico dell'architetto Nicolò Troisi.
- Prospetto. Sul portale del prospetto era collocata la statua in stucco raffigurante l'Immacolata Concezione assisa su un piedistallo e quella di San Giacomo posta ai piedi.[6] Stemma di Papa Pio VI attestante il titolo di chiesa «Liberiana».[6] La tradizione non scritta introdotta nel IV secolo sotto il pontificato di Papa Liberio vuole la chiesa gemellata e strettamente legata alla Basilica di Santa Maria Maggiore in Roma considerata il più antico santuario mariano d'Occidente. Le chiese sono dette "Liberiane" dal nome del pontefice, dal popolo sono chiamate familiarmente "ad Nives", della Neve.

## Interno
Sull'altare maggiore è documentato un dipinto su tavola raffigurante la Vergine con Bambino opera attribuita ad Albrecht Dürer. Ai lati gli affreschi raffiguranti San Girolamo e Sant'Agostino di Gaspare Serenari. Sulla volta l'affresco del Trionfo della Santissima Eucaristia. Sulle pareti laterali l'Adorazione dei Re Magi e la Purificazione di Maria Vergine quadroni di Olivio Sozzi sotto la direzione di Sebastiano Conca.
- Absidiola destra: Cappella di Maria Vergine. Sull'altare è documentata la Deposizione di Gesù Cristo con Maria Vergine quadro di Olivio Sozzi.[7]
- Navata destra: 
  - Prima campata: Cappella di San Giacomo. Sull'altare è documentato il quadro raffigurante San Giacomo opera di Olivio Sozzi.[7]
  - Seconda campata: Cappella di Sant'Onofrio. Sull'altare è documentato il quadro raffigurante la Comunione di Sant'Onofrio di Gaspare Bazzano, detto lo Zoppo di Ganci, opera custodita nel Museo Diocesano.[7]
  - Terza campata: Cappella della Madonna della Grazia. Sull'altare è documentato il quadro raffigurante la Madonna della Grazia con San Francesco di Sales, San Filippo Neri, San Carlo Borromeo, opera di Olivio Sozzi.[7]
- Absidiola sinistra: Cappella della Flagellazione. Sull'altare è documentata la Flagellazione di Gesù Cristo quadro di Vincenzo degli Azani con altre sei scene raffiguranti l'Annunciazione, Nascita, Epifania, Visitazione, Presentazione al tempio, Fuga in Egitto opere patrocinate dalla comunità lombarda,[2][10] oggi custoditi nel pubblico museo di Palermo.
- Navata sinistra: 
  - Prima campata: Cappella della Sacra Famiglia. Sull'altare è documentato il quadro della Sacra Famiglia con San Giuseppe, San Gioacchino, Sant'Anna e Maria bambina opera di Olivio Sozzi.[10]
  - Seconda campata: Cappella di San Pietro. Sull'altare è documentato il quadro raffigurante San Pietro opera di Olivio Sozzi.[10]
  - Terza campata: Cappella dell'Immacolata Concezione. Sull'altare è documentato il quadro raffigurante Immacolata Concezione con sette Angeli opera di Olivio Sozzi.[10]
  - Ingresso primitiva Cappella di San Cristoforo con affreschi.[11]

All'ingresso erano poste due acquesantiere di Bartolomeo Dalechima del 1460 e Pietro de Morano del 1561. A sinistra dell'ingresso era collocato il monumento sepolcrale di Geronimo Fuxa 1508.

## Confraternita di San Giacomo la Marina
- 1441, Confraternita di San Giacomo la Marina.